# Claus Bruckmann
Claus Bruckmann (* 6. Juli 1962 in Wien) ist ein österreichischer Journalist und Kabarettist.

## Leben
Claus Bruckmann ist ein Sohn des österreichischen Wissenschaftlers und Politikers Gerhart Bruckmann (1932–2024). Nach der Matura 1980 studierte Bruckmann Rechtswissenschaften und Handelswissenschaften. 1984 begann er seine Laufbahn beim ORF, wo er zunächst in Salzburg und Wien als Lokalreporter und später als Redakteur in der Außenpolitik der Zeit im Bild tätig war. 1997–1998 war er ORF-Korrespondent in Berlin. 1998–2003 war er Mitarbeiter der zentralen Chefredaktion des ORF. Anschließend wechselte er in die ORF-Parlamentsredaktion. Seitdem berichtet er regelmäßig sonntags zu Mittag in ORF 2 in der Informationssendung Hohes Haus über den Parlamentsbetrieb.
Bruckmann ist Mitbegründer des 1997 gegründeten Rotary Club Wien-Gloriette. Es war der erste Rotary Club in Österreich, der als gemischter Club für Damen und Herren gegründet wurde. Im rotarischen Jahr 2002/03 hatte Bruckmann die Präsidentschaft inne. Darüber hinaus wurde ihm zweimal die Paul-Harris-Fellowship verliehen. Seit 2023 ist Bruckmann Berichterstatter des Rotary Distrikts 1910 (Ost- und Südösterreich). In dieser Eigenschaft berichtet er jeden Monat im Rotary Magazin für Deutschland und Österreich über die Aktivitäten im Distrikt.
Bruckmann war 1999 ein Mitbegründer der Kabarettgruppe Scherzinfarkt. In der Comedy-Quizshow Was gibt es Neues? in ORF 1 stellte Bruckmann zudem als fiktiver Archivar die Quizfragen der ORF-Nachrichtenredaktion vor.